# Getingarna Speedway
Getingarna var en speedwayklubb i Stockholm.

## Historia
Getingarna var Motorsällskapets speedwaylag och deltog redan i den första svenska speedwayserien 1948. Först året efter fick laget namnet Getingarna där inspirationenen till namnet kom från Bertil Andersson. Hans smala midja hade gett honom namnet ”Getingen” och lagkamraterna tyckte att det var ett namn med sting och värdigt deras speedwaylag. År 1952 blev Getingarna för första gången svenska mästare. I laget fanns bland andra Sune "Maximum" Karlsson, Bosse Andersson, Åke ”Lapp-linkan” Lindqvist och ”Jojje” Andersson.
Getingarna har kört hem 16 SM-guld, det senaste 1989 under namnet Stockholm United ihop med Västra Motorklubben/Gamarna. Senast man körde i Elitserien var 1994. År 2002 lades laget ner. Redan året efter påbörjades dock en ny vandring i seriesystemet, och snart nådde laget Allsvenskan. Den 1 april 2010 meddelades det att klubben gick i konkurs.

## Meriter
- SM-guld: 16 (1952, 1963, 1964, 1965, 1966, 1967, 1969, 1974, 1978, 1979, 1980, 1981, 1982, 1983, 1985, 1989)